# Chalti Ka Naam Gaadi
Chalti Ka Naam Gaadi (Hindi: चलती का नाम गाड़ी, caltī kā nām gāṛī) ist eine Hindi-Film-Komödie von Satyen Bose aus dem Jahr 1958. Er gilt als die bekannteste Gemeinschaftsproduktion der Brüder Ashok Kumar, Kishore Kumar und Anoop Kumar.

## Handlung
Die Brüder Brijmohan, Manmohan und Jagmohan Sharma führen eine Autowerkstatt. Eines Tages kommt die schöne Renu in die Werkstatt, da ihr Auto den Geist aufgegeben hat. Während Manmohan ihren Wagen repariert, verlässt Renu die Werkstatt mit dem Wagen, ohne vorher zu bezahlen. Manmohan entdeckt ihren Geldbeutel in der Werkstatt und findet darin eine Eintrittskarte für ein Konzert.
Nun beschließt er zu dem Konzert zu gehen, um sich sein Geld für die geleistete Arbeit zu holen.
Da die Karte jedoch für Renu reserviert ist, wird er nicht eingelassen. Deshalb wartet er in Renus Wagen und schläft dort aus Langeweile ein. Als Renu in den Wagen steigt, bemerkt sie ihn nicht und fährt ihren Wagen in die Garage. Nachdem Manmohan aufwacht, wird er auch gleich von einem Bediensteten erwischt. Sofort ergreift Manmohan die Flucht.
Am nächsten Tag benötigt Renu nochmals Hilfe und versichert den Brüdern, ihre alte Rechnung noch zu begleichen. Jetzt versucht der schüchterne Jagmohan den Wagen zu reparieren, da er auf Sheela trifft, wird er nervös und muss die Hilfe von Manmohan hinzuziehen.
Währenddessen ist Renus Vater mit Raja Hardayal Singh beschäftigt, der seinen jüngeren Bruder mit Renu verheiraten möchte. Renus Vater ahnt nicht, dass Raja ein Verbrecher ist, der nur hinter seinem Geld ist.
Bei der Begegnung zwischen Manmohan und Raja, erinnert sich Manmohan an einen Vorfall – er war Zeuge wie Raja eine Leiche auf der Straße abgeladen hatte. Manmohan nimmt Renu mit sich, um sie vor Raja zu schützen. Sie werden jedoch von Rajas angeblichen jüngeren Bruder an dem Fluchtversuch gehindert.
Anschließend kommen sie in Gefangenschaft und treffen dort auf Kamini, die zwangsweise mit Raja verheiratet wurde, nur um an das Geld ihres Vaters heranzukommen. Während des Gesprächs stellt sich heraus, dass sie einst Brijmohans Freundin war. Kamini versucht ihnen zur Flucht zu verhelfen, doch sie scheitert, sodass nur Kamini alleine fliehen kann und Brijmohan zur Hilfe holt.
Schließlich wird Renus Vater erpresst und bedroht. Doch bevor die Situation eskaliert, greift Brijmohan in das Geschehen ein und die drei Brüder besiegen die Schurken. Letztendlich feiern sie eine dreifache Hochzeit: Manmohan nimmt Renu zur Frau, Brijmohan wird wieder mit seiner Kamini vereint und der jüngste Bruder Jagmohan heiratet Sheela.

## Musik
| Lied                                           | Sänger                                |
| ---------------------------------------------- | ------------------------------------- |
| Paanch Rupaiya Baara Aana                      | Kishore Kumar                         |
| Baaju Babu Samjo Ishaare                       | Ashok Kumar, Kishore Kumar, Manna Dey |
| Haal Kaisa Hai Janab Ka                        | Kishore Kumar, Asha Bhosle            |
| Hum The Woh Thi Aur Sama Rangeen               | Ashok Kumar, Kishore Kumar            |
| Hum Tumhare Hai Zara Ghar Se Nikal Kar Dekh Lo | Asha Bhosle, Usha Mangeshkar          |
| Ek Ladki Bheegi Bhaagi Si                      | Kishore Kumar                         |
| In Haathon Se Sab Ki Gaadi Chal Rahi Hai       | Kishore Kumar                         |
| Ruk Jao Na Jee                                 | Kishore Kumar                         |

Die Liedtexte zur teils vom Jazz beeinflussten Musik von Sachin Dev Burman schrieb Majrooh Sultanpuri.

## Hintergrund
Chalti Ka Naam Gaadi war der zweiterfolgreichste Film des Jahres 1958 in Indien.

## Kritiken
Schon kurz nachdem er begonnen hat, zeigt der Film seine Gleichgültigkeit gegenüber chronologischen Konsequenzen.